# Luinodiscus repens
Luinodiscus repens är en snäckart som beskrevs av Tom Iredale 1939. Luinodiscus repens ingår i släktet Luinodiscus och familjen Charopidae. Inga underarter finns listade i Catalogue of Life.